# La Maison Russie (film)
Pour plus de détails, voir Fiche technique et Distribution.
Pour les articles homonymes, voir La Maison Russie.
La Maison Russie (The Russia House) est un film d'espionnage américain réalisé par Fred Schepisi, sorti en 1990.

## Synopsis
Bartholomew "Barley" Scott Blair est un éditeur britannique qui participe régulièrement à des foires du livre à Moscou et qui ne déteste pas prendre un verre d'alcool avec des amis. Lors d'une rencontre avec des amis russes à Peredelkino, près de Moscou, il fait la connaissance de Dante, un physicien avec qui il discute de l'avenir politique de l'Union soviétique. Dante semble sceptique face à l'optimisme de Barley qui croit à une démocratisation du régime dans ce pays.
Quelques mois plus tard, une belle femme russe, Katia Orlova, fait parvenir à Barley un manuscrit de son ami Yakov, alias Dante, qui s'avère être un résumé démontrant la capacité nucléaire soviétique ainsi que ses secrets atomiques. Une lettre de Yakov à Barley lui affirme que c'est sa manière de servir son pays et de hâter le jour où la démocratie arrivera en Russie. Toutefois, Barley ne reçoit pas le manuscrit, qui a été envoyé à Londres, car il est en train de passer du bon temps à Lisbonne au Portugal. L'agent, qui a reçu le paquet, le fait porter aux autorités britanniques, très intéressées par ces secrets. Des hommes du Service secret britannique se rendent à Lisbonne, interceptent Barley et l'interrogent. Celui-ci ne comprend pas grand chose à cette affaire mais accepte d'être engagé par les enquêteurs. Il doit se rendre à Moscou y interroger Katia et Yakov afin de vérifier si le manuscrit est aussi précieux qu'il semble l'être.
Barley se rend à Moscou où il fait la connaissance de Katia et de sa famille. Il se dirige ensuite vers Saint-Pétersbourg où il rencontre Yakov/Dante. Celui-ci est nerveux et croit qu'il est surveillé par le KGB. Barley retourne à Moscou retrouver Katia et attendre des nouvelles de Yakov. Celui-ci téléphone bientôt à Katia pour lui dire qu'il a été intercepté par le KGB. Barley s'aperçoit qu'il a été manipulé par les Services secrets occidentaux et décide de s'en sortir à sa façon. Afin de sauver Katia, il donne aux enquêteurs soviétiques la liste de questions qu'il était supposé poser à Yakov. Ceux-ci, en retour, promettent de ne pas s'en prendre à Katia et de la faire sortir d'URSS.
Quelques mois plus tard, Barley est de retour à Lisbonne. Il n'a donné que des explications fort vagues à ses employeurs du Service secret qui décident de le laisser en paix. Katia et sa famille peuvent sortir d'Union soviétique et retrouvent Barley à Lisbonne.

## Fiche technique
- Titre : La Maison Russie
- Titre original : The Russia House
- Réalisation : Fred Schepisi
- Scénario : Tom Stoppard, d'après le roman La Maison Russie, de John le Carré
- Musique : Jerry Goldsmith
- Photographie : Ian Baker
- Montage : Beth Jochem Besterveld et Peter Honess
- Décors : Richard Macdonald
- Costumes : Ruth Myers
- Production : Paul Maslansky et Fred Schepisi
- Société de production : Pathé Entertainment, Metro-Goldwyn-Mayer (MGM), Star Partners III Ltd.
- Pays d'origine :  États-Unis
- Format : couleur — 35 mm — 2,35:1 — Dolby
- Genre : thriller, drame
- Durée : 122 minutes
- Dates de sortie :
  - États-Unis : 19 décembre 1990
  - France : 20 mars 1991

## Distribution
- Sean Connery (VF : Jean-Claude Michel) : Bartholomew 'Barley' Scott Blair
- Michelle Pfeiffer (VF : Emmanuèle Bondeville) : Katya Orlova
- Roy Scheider (VF : Jacques Thébault) : Russell
- James Fox (VF : Michel Paulin) : Ned
- John Mahoney (VF : Henri Poirier) : Brady
- Michael Kitchen (VF : Bernard Alane) : Clive
- J. T. Walsh : le colonel Quinn
- Ken Russell (VF : Roger Crouzet) : Walter
- David Threlfall (VF : Éric Legrand) : Wicklow
- Klaus Maria Brandauer (VF : Edgar Givry) : Dante
- Mac McDonald (VF : Jacques Frantz) : Bob
- Nicholas Woodeson : Niki Landau
- Martin Clunes : Brock
- Ian McNeice (VF : Mario Santini) : Merrydew
- Colin Stinton : Henziger
- Nikolaï Pastoukhov : Matvey

## Tournage
- Le tournage s'est déroulé à Bowen Island, Lisbonne, Londres, Moscou, Saint-Pétersbourg et Vancouver.

## Bande originale
- What Is This Thing Called Love?, composé par Cole Porter
- The Sheik of Araby, composé par Ted Snyder, Francis Wheeler et Harry B. Smith
- Ain't Misbehavin, composé par Fats Waller, Harry Brooks et Andy Razaf

## Accueil
Le film n'a connu qu'un modeste succès commercial, rapportant environ 22 997 000 $ au box-office en Amérique du Nord. En France, il a réalisé 186 487 entrées.
Il a reçu un accueil critique favorable, recueillant 73 % de critiques positives, avec une note moyenne de 6,8/10 et sur la base de 15 critiques collectées, sur le site agrégateur de critiques Rotten Tomatoes.

## Distinctions
- Sélectionné au Festival de Berlin en 1991.
- Sélection du festival Fantasporto en 1991.
- Nomination au Golden Globe de la meilleure actrice pour Michelle Pfeiffer en 1991.